# My Lupi
My Lupi (μ Lupi, förkortad My Lup, μ Lup), som är stjärnans Bayer-beteckning, är en trippel- eller kvadruppelstjärna i mellersta delen av stjärnbilden Vargen. Den har en magnitud av 4,29 och är synlig för blotta ögat där ljusföroreningar ej förekommer. Baserat på parallaxmätning inom Hipparcosuppdraget på ca 9,7 mas, beräknas den befinna sig på ett avstånd av ca 340 ljusår (103 parsek) från solen.

## Egenskaper
Primärstjärnan My Lupi A är en blå till vit stjärna i huvudserien av spektralklass B8 Ve,. Den har en massa som är ca 4,4 gånger solens massa, en radie som är ca 3,6 gånger solens radie och avger ca 600 gånger mer energi än solen från dess fotosfär vid en effektiv temperatur på ca 13 500 K.
Två av stjärnorna i konstellationen, My Lupi A och My Lupi B, bildar en dubbelstjärna med en vinkelseparation på 1,1 bågsekunder. My Lupi C ligger med en vinkelseparation på 22,6 bågsekunder från AB-paret, och kan vara en visuell följeslagare. Den är en stjärna i huvudserien av spektralklass A2 V. En fjärde stjärna med en vinkelseparation på 6,15 bågsekunder från primärstjärnan kan vara en brun dvärg.